# 도전! 디미방
《도전! 디미방》은 외국인들이 한국 특유의 요리를 현장 체험하고 그 음식에 서려있는 한국 가족 문화의 고유성을 음미해 보는 한식 버라이어티 프로그램이다. 지미방(知味方)이란 음식의 맛을 아는 방법이라는 뜻으로, 현종 11년(1670년) 경의 경상북도 영양에 살았던 사대부가의 정부인 안동 장 씨가 옛날부터 내려오거나 스스로 개발한 조리법을 기록한 한글 최초의 조리서이며, 여성이 쓴 동아시아 최초의 조리서이다. 그 시대의 음식조리법과 보관법 그리고 음식 문화를 엿볼 수 있는 귀중한 자료이다. 2009년 10월 2일에 시범 방송된 프로그램인 추석 특집 《서바이벌 한식왕》이 좋은 반응을 얻어 현재의 이름으로 정규 편성되었으나, 두 달여 만에 종영되었다.

## 주요 코너
- 가문의 디미방

스타의 고향집을 찾아가 집안 대대로 내려오는 그 집안의 보물 같은 음식을 찾아, 그 숨겨진 비법을 밝혀내고 어머니의 손맛을 느끼며 한국의 고유 음식과 정을 나눈다.
- 글로벌 디미방

푸른 눈의 외국인이 우리 고유의 손맛에 도전한다. 제철 현지에서 생산된 신선한 재료를 현장에서 직접 조달, 명인의 맛의 비법을 전수받아 맛있는 요리를 완성한다.
- 종갓집 디미방

종갓집 며느리를 찾아가서 독특한 내림음식과 그 음식에 얽힌 푸근한 이야기를 듣는다.
- 전설의 궁중 디미방

최고의 재료로 오랜 전통을 이어온 고품격 궁중요리! 수 천 년의 시간을 뛰어넘는 궁중음식 속의 숨은 이야기들을 찾아 나선다.
- 오지의 디미방

탤런트 오주은이 국내 최고급 호텔 선임 셰프와 함께 한식의 원형이 남아 있는 오지를 찾아 어르신들을 만나 때 묻지 않은 소박한 음식을 배운다. 또한 그 보답의 의미로 세상에서 하나뿐인 특별한 음식을 직접 만들어드려 따뜻한 정을 나눈다.

## 역대 참가국
| - 일본 - 태국 - 스리랑카 - 필리핀 - 우즈베키스탄 - 아랍에미리트 - 레바논 - 튀르키예 - 이탈리아 - 독일 - 러시아 - 크로아티아 - 우크라이나 - 벨라루스 - 불가리아 | - 캐나다 - 미국 - 파라과이 - 아르헨티나 - 오스트레일리아 - 뉴질랜드 |

## 같이 보기
- 조선팔도 자연愛산다 (TV조선)